# Canton d'Évry-Courcouronnes
Le canton d'Évry-Courcouronnes, précédemment appelé canton d'Évry, est un canton français du département de l'Essonne recréé par le décret du 24 février 2014. Il tient lieu de circonscription d'élection des conseillers départementaux et entre en vigueur lors des premières élections départementales suivant la publication du décret.

## Historique
Le canton d'Évry fut créé par le décret ministériel no 67-589 du 22 juillet 1967, il regroupait à l'époque les communes de Courcouronnes, Étiolles, Évry, Lisses et Soisy-sur-Seine.
Un nouveau décret ministériel du 25 novembre 1975 lui enlevait les communes d'Étiolles et Soisy-sur-Seine au profit du nouveau canton de Saint-Germain-lès-Corbeil et lui ajoutait la commune de Bondoufle au détriment du canton de Ris-Orangis
Un nouveau décret daté du 24 janvier 1985 découpait le territoire de la commune d'Évry en deux pour créer le canton d'Évry-Nord avec la commune de Courcouronnes, alors que l'autre moitié d'Évry, Lisses et Bondoufle formaient le canton d'Évry-Sud.
Un nouveau découpage territorial de l'Essonne entre en vigueur à l'occasion des premières élections départementales suivant le décret du 24 février 2014. Les conseillers départementaux sont, à compter de ces élections, élus au scrutin majoritaire binominal mixte. Les électeurs de chaque canton élisent au Conseil départemental, nouvelle appellation du Conseil général, deux membres de sexe différent, qui se présentent en binôme de candidats. Les conseillers départementaux sont élus pour 6 ans au scrutin binominal majoritaire à deux tours, l'accès au second tour nécessitant 12,5 % des inscrits au 1er tour. En outre la totalité des conseillers départementaux est renouvelée. Ce nouveau mode de scrutin nécessite un redécoupage des cantons dont le nombre est divisé par deux avec arrondi à l'unité impaire supérieure si ce nombre n'est pas entier impair, assorti de conditions de seuils minimaux. Dans l'Essonne, le nombre de cantons passe ainsi de 39 à 21.
Le nouveau canton d'Évry est entièrement inclus dans l'arrondissement d'Évry. Le bureau centralisateur est situé à Évry-Courcouronnes.

## Représentation

### Représentation avant 2015
| Période | Période | Identité        | Étiquette | Qualité |
| ------- | ------- | --------------- | --------- | --- |
| 1967    | 1973    | Michel Boscher, | UDR       | Résistant, déporté Maire d'Évry (1947 → 1977) Député de Seine-et-Oise (14e circ.) (1958 → 1967) Député de l'Essonne (2e circ.) (1967 → 1978) |
| 1973    | 1985    | Claude Jeanlin  | PS        | Technicien Thomson Maire d'Évry (1977 → 1983) Conseiller régional[Quand ?] Vice-président du conseil général de l'Essonne[Quand ?]           |

### Représentation depuis 2015
| Période élective | Période élective | Mandat | Mandat   | Identité          | Nuance | Nuance | Qualité |
| ---------------- | ---------------- | ------ | -------- | ----------------- | ------ | ------ | --- |
| 2015             | 2021             | 2015   | 2021     | Ronan Fleury      |        | PS     | Adjoint au maire d'Évry |
| 2015             | 2021             | 2015   | 2021     | Fatoumata Koita   |        | PS     | Assistante parlementaire Adjointe au maire d'Évry (2014 → ) Ancienne conseillère générale du canton d'Évry-Nord (2014-2015)                          |
| 2021             | 2028             | 2021   | en cours | Pascal Chatagnon  |        | DVD    | Adjoint au maire d'Évry-Courcouronnes - Conseiller délégué en charge de la démocratie participative et de la gestion de la relation avec les usagers |
| 2021             | 2028             | 2021   | en cours | Cendrine Chaumont |        | DVD    | Adjointe au maire d'Évry-Courcouronnes - Présidente déléguée à la protection maternelle et infantile et à la santé auprès du Président               |

À l'issue du 1er tour des élections départementales de 2015, deux binômes sont en ballotage : Ronan Fleury et Fatoumata Koita (Union de la Gauche, 41,80 %) et Danielle Oger et Jean Perry (FN, 20,49 %). Le taux de participation est de 37,17 % (11 827 votants sur 31 816 inscrits) contre 47,42 % au niveau départemental et 50,17 % au niveau national.
Au second tour, Ronan Fleury et Fatoumata Koita (Union de la Gauche) sont élus avec 72,8 % des suffrages exprimés et un taux de participation de 39,02 % (8 250 voix pour 12 415 votants et 31 816 inscrits).

## Composition

### Composition de 1967 à 1975
Le canton regroupait cinq communes.
- Courcouronnes
- Étiolles
- Évry
- Lisses
- Soisy-sur-Seine

### Composition de 1975 à 1985
Le canton regroupait quatre communes.
- Bondoufle
- Courcouronnes
- Évry
- Lisses

### Composition depuis 2015
Lors du redécoupage de 2014, le canton d'Évry comprenait deux communes entières.
À la suite de la création de la commune nouvelle d'Évry-Courcouronnes au 1er janvier 2019, le nombre de communes du canton d'Évry passe de 2 à 1.
| Nom                                        | Code Insee | Intercommunalité   | Superficie (km2) | Population (dernière pop. légale) | Densité (hab./km2) | Modifier                                    |
| ------------------------------------------ | ---------- | ------------------ | ---------------- | --------------------------------- | ------------------ | ------------------------------------------- |
| Évry-Courcouronnes (bureau centralisateur) | 91228      | CA Grand Paris Sud | 12,70            | 66 700 (2022)                     | 5 252              | modifier les données · modifier les données |
| Canton d'Évry-Courcouronnes                | 9109       |                    |                  | 66 700 (2022)                     |                    | modifier les données                        |

## Démographie
En 2022, le canton comptait 66 700 habitants, en évolution de −2,04 % par rapport à 2016 (Essonne : +2,89 %, France hors Mayotte : +2,11 %).
| 2013   | 2018   | 2022   |
| ------ | ------ | ------ |
| 66 703 | 67 131 | 66 700 |